# 応用情報学部
応用情報学部（おうようじょうほうがくぶ）は、応用情報学を教育研究するために大学に設置される学部の名称。

九州東海大学に、2000年4月に設置され2008年3月まで存在した学部。2008年4月、東海大学へ九州東海大学自体が吸収統合され、現在は経営学部に学部名称を変更し存続する。

## 応用情報学部に置かれる学科
- 情報マネジメント学科
- 情報システム学科